# القصرين (بلد الوليد)
القَصْرَين أو (نقحرة: الكازارين) (بالإسبانية: Alcazarén)‏ هي مدينة وبلدية في مقاطعة بلد الوليد، وهي جزء من مجتمع الحكم الذاتي في قشتالة وليون بإسبانيا. يبلغ عدد سكانها 702 نسمة (تعداد 1 يناير 2004). اشتق اسمها من كلمة «القصرين» العربية التي تعني «القلاعين». في منطقة تييرا دي بيناريس تقع على بعد 35 كم جنوب عاصمة المقاطعة (41.3725 درجة شمالاً، 4.6714 درجة غرباً). تشغل مساحة 48 كم 2 ومحيطها 33.51 كم.